# Louis Welden Hawkins
Louis Welden Hawkins, né à Esslingen (Empire allemand) le 1er juillet 1849 et mort à Paris 17e le 24 mai 1910, est un peintre britannique naturalisé français.

## Biographie
Louis Welden Hawkins est le fils de William Hawkins, officier de marine britannique et de Louise Von Welden, une baronne autrichienne. Destiné à une carrière militaire, il rompt avec sa famille en 1873, et s'installe en France. Il sera naturalisé français en 1895.
Installé à Paris, il est l'élève de William Bouguereau, Jules Lefebvre et Gustave Boulanger à l’Académie Julian à Paris de 1873 à 1876 et est également élève à l'Ecole Nationale des Beaux-Arts en 1876]. 
Hawkins expose au Salon de 1878 un portrait de Sarah Bernhardt sur porcelaine, puis au Salon des artistes français, de 1880 à 1891; avec un certain succès, obtenant des commandes de l'État qu'il décline. Il fréquente des artistes rattachés au symbolisme, expose au salon de la Société nationale des beaux-arts (1894-1911) dont il devient membre, au Salon de la Rose-Croix (1894-1895) et à la Libre Esthétique de Bruxelles. 
Il entretient des relations suivies avec les écrivains engagés dans ce mouvement : Jean Lorrain qui lui dédie deux textes, Paul Adam, Laurent Tailhade, Robert de Montesquiou (dont il fait un portrait en 1879), Stéphane Mallarmé qui l'accueille dans son cénacle de la rue de Rome à Paris et qui l'honore d'un vers :  « Talisman de longues heures que nul regard ne peut épuiser », mais aussi avec des personnalités du monde syndical et politique, anarchiste et socialiste, comme le député Camille Pelletan et la journaliste féministe Séverine, dont il fera le portrait.
Rachilde l'accueille au Mercure de France, où, entre 1892 et 1897, il rédige des textes sous le pseudonyme de « Quazi ». En janvier 1899, il publie un ouvrage destiné à la jeunesse, La Reine du jardin, qu'il illustre (éd. L. Henry-May).
Dans les années 1900, il expose également à Londres et collabore à The Artist and Journal of Home Culture. À Paris, il est très proche de L'Œuvre d'art international, revue publiée par son beau-frère Francesco Zeppa, fournissant une galerie de portraits dessinés.
Ses figures féminines sont dans la tradition des préraphaélites avec leur gravité songeuse, sa peinture est une quête d'une réalité fragile intemporelle, qui demande attention et qui distille la quintessence des choses. Il passe ses dernières années à peindre des paysages de Bretagne à Perros-Guirec et meurt des suites d'une crise cardiaque au domicile familial, 4, rue Aumont-Thiéville, laissant une veuve, Raffaela Zeppa, âgée de 39 ans, avec laquelle il s'était marié le 6 août 1896 ; le couple avait eu, le 1er juin 1892, une fille, prénommée Jacqueline.

## Œuvres dans les collections publiques
France
- Nantes, musée d’Arts : Le Foyer.
- Paris :
  - musée d'Orsay :

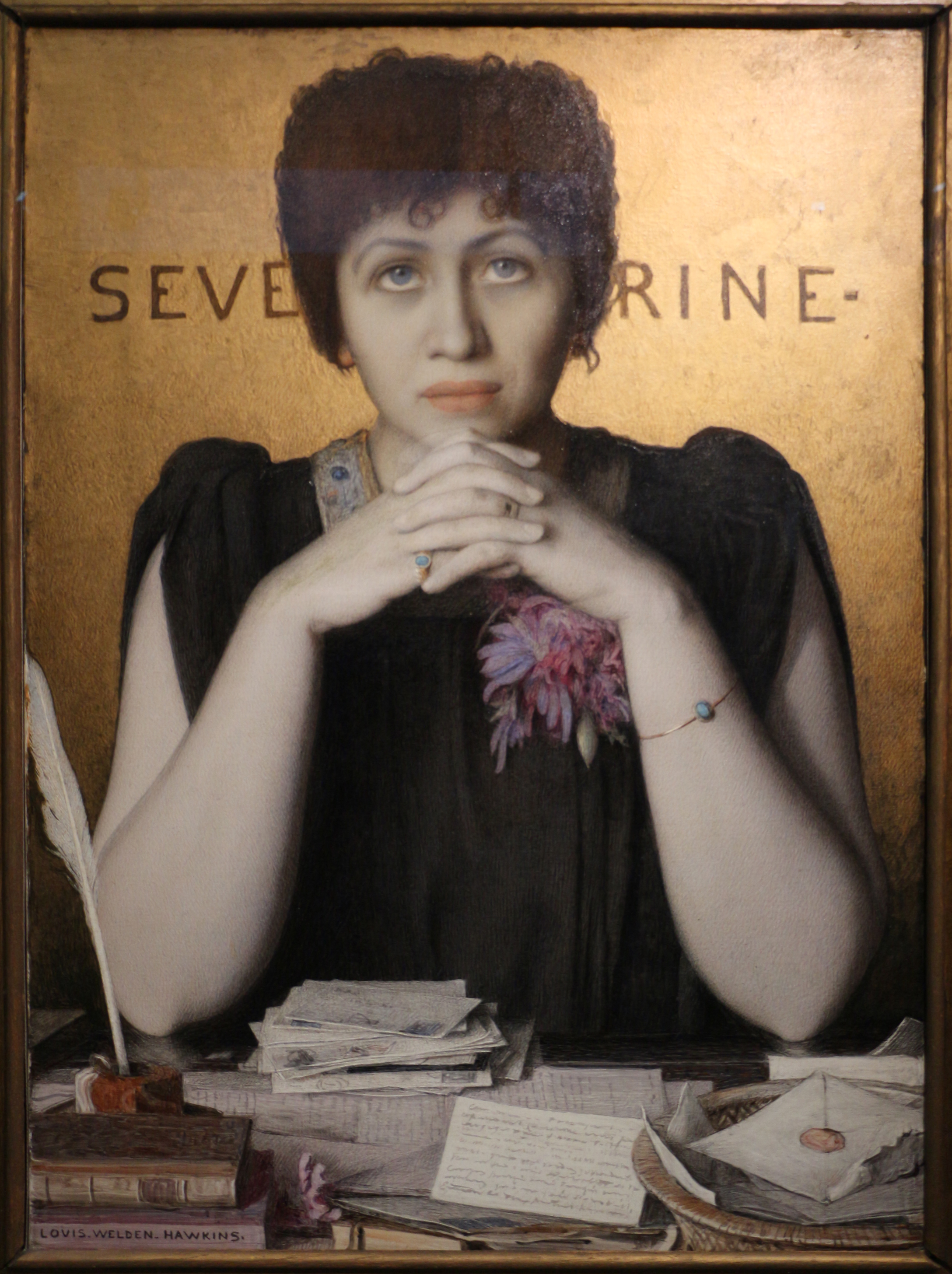
Séverine (vers 1895), Paris, musée d'Orsay.

    - Les Orphelins, 1881, huile sur toile, 125 × 160 cm[9] ;
    - Portrait de jeune homme, 1881, huile sur toile, 57 × 44,5 cm[10] ;
    - Séverine, vers 1895, huile sur toile, 77 × 55 cm[11] ;
    - La Tour Eiffel, vers 1901, huile sur toile, 55 × 46 cm[12].
    - Le Sphinx et la Chimère, 1906, huile sur toile, 80 × 73 cm[13].

  - Petit Palais :
    - Ma patronne, vers 1903 ;
    - Ombelle jaune, vers 1910.

Pays-Bas
- Amsterdam, musée Van Gogh : L'Innocence, vers 1895, huile sur toile, 73 × 50,4 cm.

Œuvres de Louis Welden Hawkins
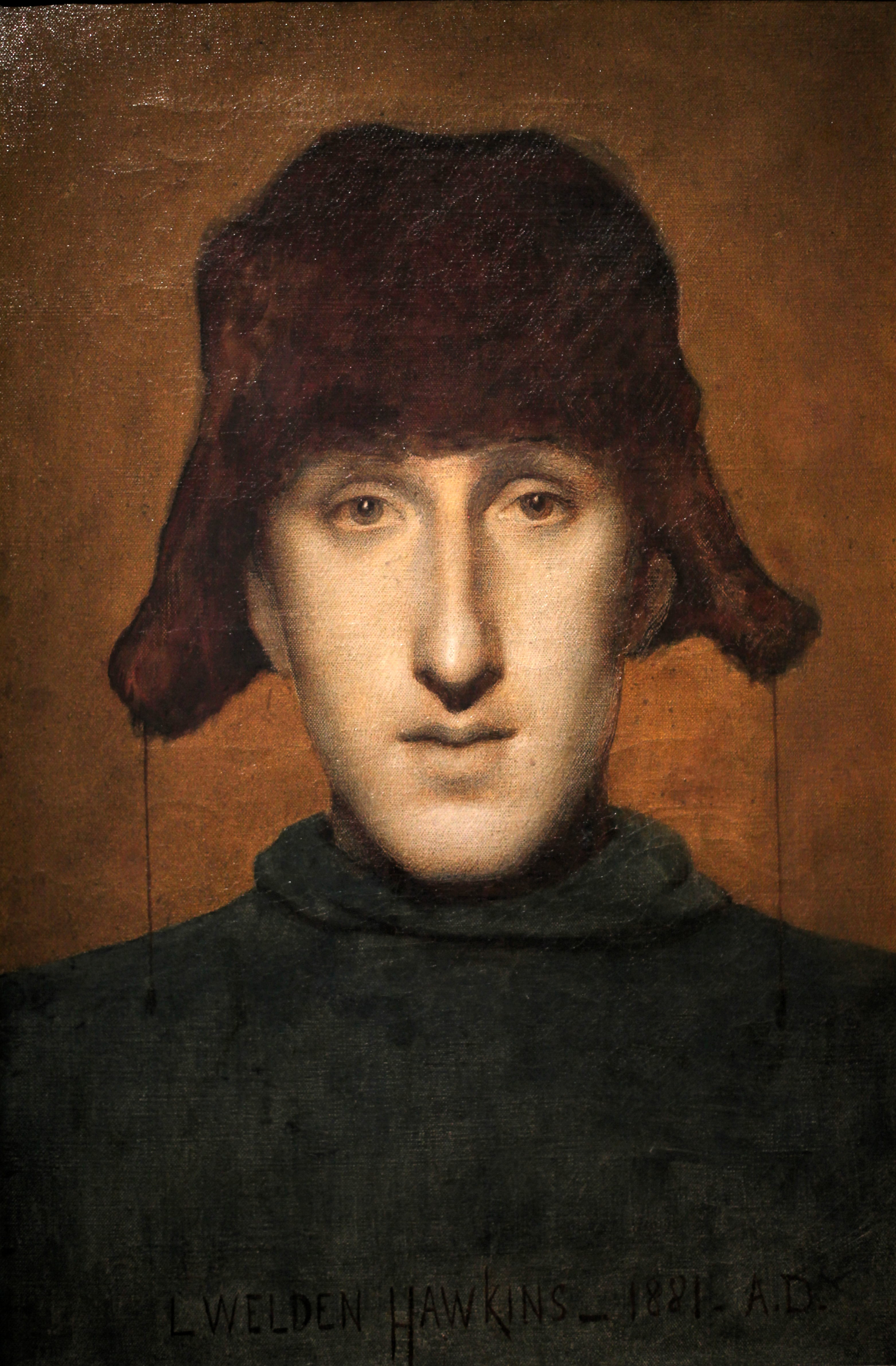
Portrait de jeune homme (1881), Paris, musée d'Orsay.
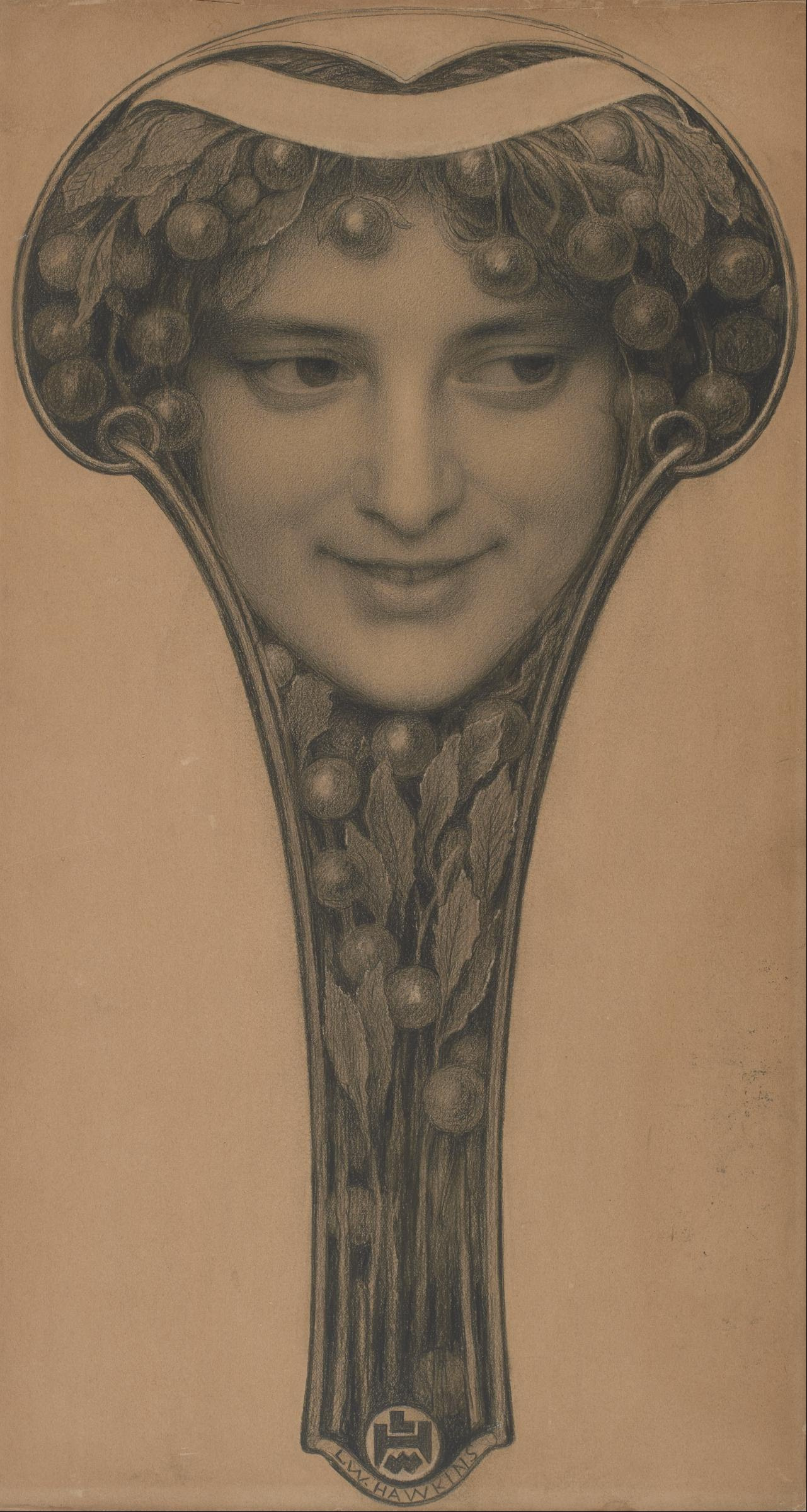
Masque (entre 1895 et 1905), musée des Beaux-Arts de Houston.
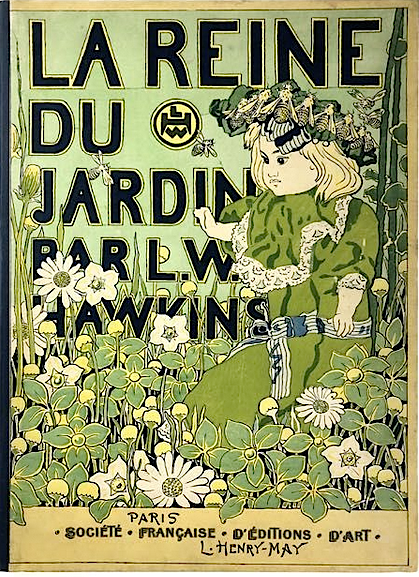
Couverture et texte de La Reine du jardin (1899).
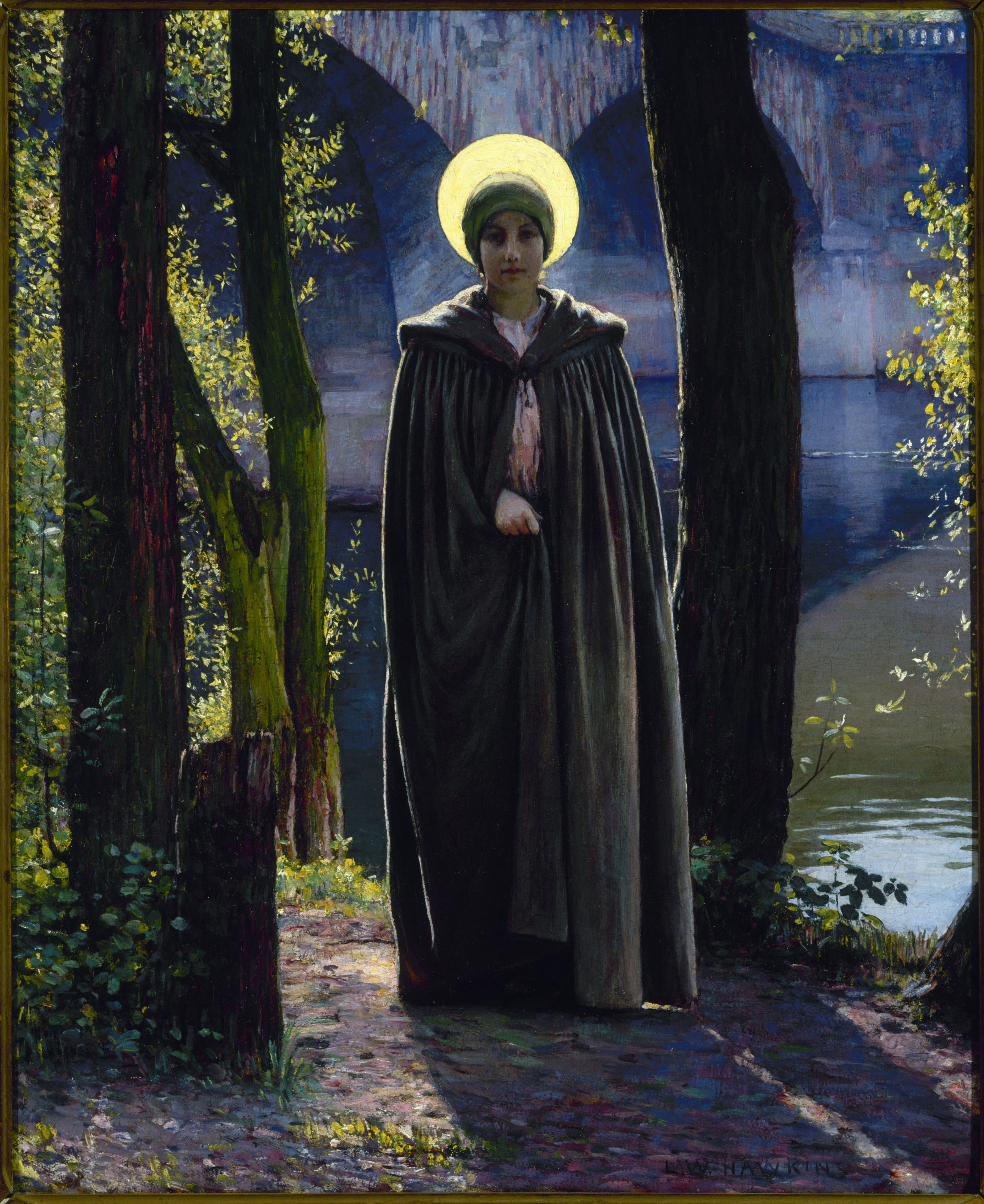
Ma patronne (vers 1903), Paris, Petit Palais.
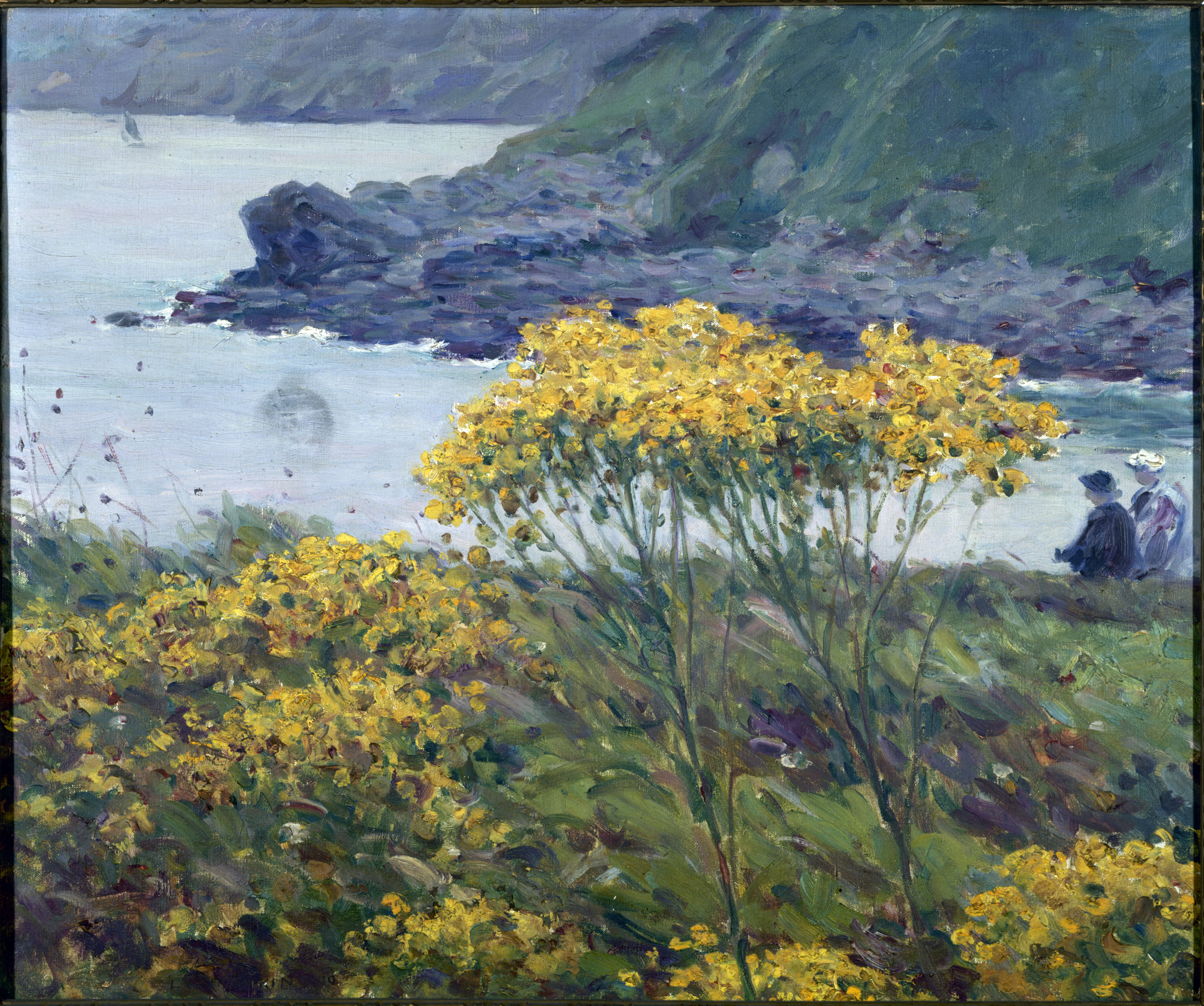
Ombelle jaune (vers 1910), Paris, Petit Palais.
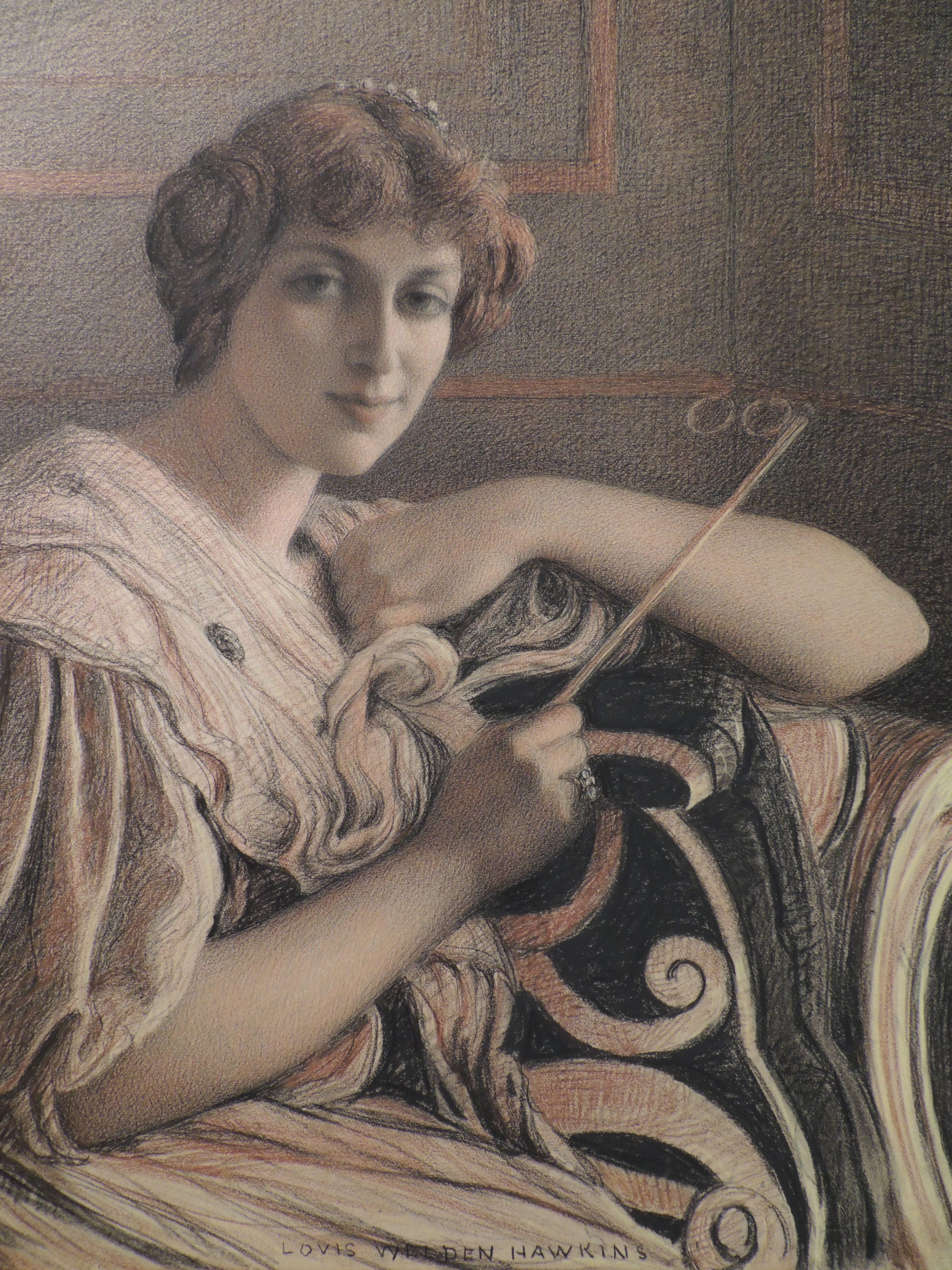
Portrait de femme, pastel, musée des Beaux-Arts d'Arras.